# Lora de Estepa
Lora de Estepa – gmina w Hiszpanii, w prowincji Sewilla, w Andaluzji, o powierzchni 18,09 km². W 2011 roku gmina liczyła 871 mieszkańców. Obszar wokół Lora de Estepa był zamieszkiwany przez ludzi od czasów paleolitu.